# Tut
Tut es una miniserie canadiense y estadounidense de tres episodios basada en la vida del faraón egipcio Tutankamón, que fue transmitida por primera vez en el canal estadounidense Spike, el 19 de julio de 2015.
En Latinoamérica fue emitida en el canal History, en España el grupo Mediaset España adquirió los derechos en septiembre de 2014. Recibió reseñas mixtas a positivas, sumando una aprobación de 7,2/10 en IMDb.

## Argumento
Tutankamón asciende al trono a la edad de nueve años, tras la muerte por envenenamiento de su padre, Akenatón.
Durante muchos años, deja gobernar a su visir Ay en los asuntos políticos y a su general Horemheb en los de guerra, ya que no estaba capacitado para desempeñar su cargo aún. Sin embargo, su fiel amigo Ka le hace ver que están sucediendo numerosas tramas en su reino, las cuales él desconoce.
Cayendo en cuenta de que todo el mundo le considera un soberano débil, intenta recuperar las riendas de su reinado y descubre una conjura en su contra.

## Elenco

### Principales
- Avan Jogia como el faraón Tutankamon.
- Ben Kingsley como Ay, el gran visir de Tutankamon que ya lo fue de su padre.
- Peter Gadiot como Ka, un guerrero y fiel amigo del faraón con quién se crio como con un hermano, hijo de un general que dio la vida por el padre de Tutankamon.
- Sibylla Deen como Ankjessenamum, la hermana y al mismo tiempo esposa del faraón.
- Alexander Siddig como Amun, el sumo sacerdote.
- Kylie Bunbury como Suhad, una hermosa campesina egipcia de ascendencia mitanni que salva a Tutankamon.
- Nonso Anozie como el general Horemheb, el encargado de dirigir la fuerza militar.
- Iddo Goldberg como Lagus, un guerrero egipcio que entabla relación con el faraón.
- Alistais Toovey como Nahkt, hijo de Ay.

### Otros
- Kaizer Akhtar como Tutankamun a los 9 años.
- Silas Carson como Akhenaton, padre de Tutankamon y antiguo faraón.
- Steve Chusak como Paraneffer, el sirviente de Akhenaten que le traicionó envenenándolo.
- Alexander Lyras como el General Yuya.

## Episodios
| N.º | Título                | Director         | Guionista(s)                                                                                  | Fecha de estreno    | Audiencia (en millones) |
| --- | --------------------- | ---------------- | --------------------------------------------------------------------------------------------- | ------------------- | ----------------------- |
| 1   | «Parte 1: Poder»      | David von Ancken | Michael Vickerman and Peter Paige & Bradley Bredeweg                                          | 19 de julio de 2015 | 1.7                     |
| 2   | «Part Two: Betrayal»  | David von Ancken | Michael Vickerman and Bradley Bredeweg & Peter Paige                                          | 20 de julio de 2015 | 1.69                    |
| 3   | «Part Three: Destiny» | David von Ancken | Story by: Michael Vickerman and Peter Paige & Bradley Bredeweg Teleplay by: Michael Vickerman | 21 de julio de 2015 | 1.44                    |